# Simone Korell
Simone Korell (* 22. November 1968 in Bochum) ist eine ehemalige deutsche Squashspielerin.

## Karriere
Simone Korell spielte erstmals im Jahr 1993 auf der WSA World Tour. Ihre höchste Platzierung in der Weltrangliste erreichte sie mit Position 77 im Juli 1994. Mit der deutschen Nationalmannschaft nahm sie 2001, 2003, 2008 und 2009 an Europameisterschaften teil. Im Einzel erreichte sie 1993 das Finale der Europameisterschaft, in dem sie Corinne Castets unterlag.
Korell wurde im Seniorenbereich bereits mehrfach Welt- und Europameisterin.

## Erfolge
- Vizeeuropameisterin: 1993